# Sid micul savant
Sid micul savant (cu titlul original Sid the Science Kid), este un serial american de televiziune animat CGI creat de KCET și The Jim Henson Company pentru PBS Kids. A avut premiera la 1 septembrie 2008.
În România, serialul a fost mai întâi difuzat, pe Minimax din 2011, iar din 2018, serialul este  difuzat și la TVR 2 și TVR HD (devenită TVR 2 HD din 2019) sâmbătă și duminică de la 08:00. Însă serialul și-a schimbat tronsonul orar, a trecut la ora 09:00, care are două episoade.

## Distribuție
- Drew Massey ca Sid
- Julianne Buescher ca May
- Victor Yerrid ca Gerald
- Alice Dinnean-Vernon ca Gabriela Cordova
- Donna Kimball ca Susie
- Victor Yerrid ca Mort
- Alice Dinnean-Vernon ca Alice
- Julianne Buescher ca Rose
- America Ferrera ca Dr. Rosalinda Cordova
- Donna Kimball ca Zeke

## Difuzarea în țara noastră
Minimax, TVR 2 - TVR HD (de la desființare în anul 2019 pentru că a devenit TVR 2 HD), Acasă TV (fostul Pro 2), Acasă Gold (fostul Pro Gold), Pro TV Internațional, Antena 1 (din 2010 până din 2012, și reluat în 2017 până din 2020), Euforia Lifestyle TV (devenită Happy Channel), revine înapoi pe Acasă Gold (fostul Pro Gold) și Pro TV Internațional din luna mai.